# Chloridolum everetti
Chloridolum everetti är en skalbaggsart som beskrevs av Bates 1879. Chloridolum everetti ingår i släktet Chloridolum och familjen långhorningar.
Artens utbredningsområde är Filippinerna. Inga underarter finns listade i Catalogue of Life.